# 에프제로 GX
《에프제로 GX》(F-Zero GX)는 당시 세가의 개발부서 어뮤즈먼트 비전이 개발하고 닌텐도가 배급한 2003년 경주 게임이다. 《에프제로》 시리즈의 네 번째 게임이자 닌텐도와 세가가 공동개발한 첫 번째 중대작품이다. 가정용 게임기 게임큐브와 아케이드 기판 트라이포스로 동시에 출시됐으며 아케이드판의 경우 《에프제로 AX》(F-Zero AX)라는 제목으로 발매됐다.
가정용 게임기 전작 《에프제로 X》에 기반해 시리즈의 고난이도, 고속도 게임플레이와 조작방식을 유지했다. 플레이어가 에프제로 선수 캡틴 팔콘을 조종해 임무를 완수하는 스토리 모드가 추가됐다.
발매 당시 《에프제로 GX》는 그래픽 및 특수효과, 신속한 경주방식, 트랙 디자인으로 호평을 받았으나 게임의 전체적인 고난이도를 지적받았다.

## 반응
리뷰 애그리게이터 웹사이트 메타크리틱에서 게임큐브판 《에프제로 GX》는 89/100점을 기록해 "대체적으로 긍정적인 평가"를 받았다.